# Nucleoide

Cellula procariota nel quale è evidente il nucleoide.

Nei procarioti, il nucleoide ("simile al nucleo"), anche conosciuto come regione nucleare, corpo nucleare o corpo della cromatina, è una regione dalla forma irregolare all'interno della cellula procariote, che contiene materiale genetico costituito da DNA circolare a doppio filamento, di cui possono esistere copie multiple. Il nucleoide contiene anche un'associazione di proteine, di cui solamente alcune note e che si stima siano almeno una dozzina. Queste proteine si complessano con il DNA genomico modulandone la trascrizione.
Questo metodo di conservazione genetica si differenzia da quello degli eucarioti, in cui il DNA è aggregato in cromosomi e segregato in un organello membranoso detto nucleo. Il nucleoide può essere chiaramente visualizzato e distinto  dal citosol attraverso una micrografia elettronica ad alta definizione, benché il suo aspetto possa variare. Alcune volte sono visibili direttamente strutture a filamento (filamenti Feulgen), che  ancorano direttamente il DNA. In questi casi il nucleoide può essere osservato anche usando un microscopio ottico.

## Composizione
Le prove sperimentali suggeriscono che il nucleoide è largamente composto da DNA (circa 60%). Gli altri due costituenti sono verosimilmente per lo più mRNA e proteine. Queste si distinguono nelle proteine del fattore di trascrizione, regolanti l'espressione del genoma, e in quelle che aiutano a mantenere la struttura supercoiled del DNA, conosciute come proteine del nucleoide e distinte da altre strutture dalla funzione simile, come gli istoni presenti nei nuclei eucariotici.